# Cyphostemma dasycarpum
Cyphostemma dasycarpum är en vinväxtart som beskrevs av B. Verdcourt. Cyphostemma dasycarpum ingår i släktet Cyphostemma och familjen vinväxter. Inga underarter finns listade i Catalogue of Life.